# أرسكين تشايلدرز
كان روبرت أرسكين تشايلدرز، الحاصل على وسام المملكة المتحدة للخدمة المتميزة، من مواليد (25 يونيو من عام 1870، وتوفي في 24 نوفمبر من عام 1922)، والمعروف عالميًا باسم إرسكين تشايلدز، كاتبًا أيرلنديًا من أصلٍ بريطاني، شملت أعماله الرواية الشهيرة المؤثرة «لغز الرمال». أصبح تشايلدرز مؤيدًا لحركة الجمهوريانية الأيرلندية الهادفة إلى توحيد أيرلندا واستقلالها، وهرّب الأسلحة إلى أيرلندا مستخدمًا يخته الشراعي «أسغارد». أُعدم تشايلدرو من قبل سلطات الدولة الأيرلندية الحرة الناشئة خلال الحرب الأهلية الأيرلندية. كان تشايلدرز ابن المستشرق البريطاني، روبرت سيزر تشايلدرز؛ ابن عم هيو تشايلدرز وروبرت بارتون؛ ووالد الرئيس الرابع لأيرلندا، إرسكين هاميلتون تشايلدرز.

## أولى سنوات حياته
وُلد تشايلدرز في حي مي فير غرب العاصمة البريطانية لندن، عام 1870. وكان الابن الثاني لروبرت سيزر تشايلدرز، المترجم والباحث في مجال الدراسات الشرقية والمولود لعائلة كنسية، وآنا ماري هنريتا بارتون، المولودة لعائلة أنجلوأيرلندية غنية من ملّاك الأراضي سكنت قصر غليندالو في منطقة أناموي بمقاطعة ويكلاو الأيرلندية والتي كانت تملك عددًا من المصالح في فرنسا كمعمل النبيذ الذي يحمل اسم العائلة. كانت جدته الكبرى سيلينا إردلي. عندما كان تشايلدرز في السادسة من عمره، توفي والده بمرض السل، واحتُجزت والدته في مشفى للعزل، على الرغم من علامات الصحة التي بدت عليها، وتوفيت داخل المشفى بعد ست سنوات من احتجازها فيها. أُرسل الأطفال الخمسة إلى عائلة بارتون، عائلة عم والدتهم، في وادي غليندالو بمقاطعة ويكلاو. تلقّى الأطفال معاملة طيبة في منزل عم الأم. تربى أرسكين على حب أيرلندا من وجهة نظر «البروتستانتية المهيمنة».
أُرسل أرسكين، بناء على توصية جده كانون تشارلز تشايلدرز، إلى مدرسة هيليبيري وامبريال سيرفيس كوليج حيث حصل على منحة جامعية من كلية الثالوث في جامعة كامبريدج التي درس فيها الكلاسيكيات ثم القانون. أثبت أرسكين تشايلدرز جدارته كمحرر في مجلة الجامعة «كامبريدج ريفيو». على الرغم من مهارات المناقشة الضعيفة التي كان يمتلكها، إضافة إلى صوته غير المحبب، أصبح تشايلدرز رئيسًا لجمعية النقاش في كلية الثالوث (جمعية «ماغبي وستامب»). على الرغم من إعجاب أرسكين بابن عمه، هيو تشايلدرز، عضو مجلس الوزراء البريطاني الذي كان يعمل من أجل الوصول إلى حكم ذاتي أيرلندي، لكنه تحدث في تلك المرحلة ضد السياسة التي اتبعها هيو في جلسات النقاش التي جرت في الكلية. تعرض تشايلدرز لإصابة في الورك، بينما كان يمارس رياضة المشي الجبلي، خلال عطلة الصيف قبل دخوله الجامعة، جعلت الإصابة من أرسيكن أعرجًا، وغيرت أسلوب حياته، إذ منعته من متابعة عمله لتحقيق حلمه في الحصول على الرتبة الزرقاء في رياضة الرغبي، لكنه، وبالمقابل، أصبح مجدفًا محترفًا.
بعد أن حصل على شهادته في القانون، وبعد تخطيطه لدخول البرلمان البريطاني كنائب، نجح تشايلدرز في الامتحان التنافسي لدخول البرلمان، وأصبح في بداية عام 1895 موظّفًا ناشئًا في إحدى لجان مجلس العموم البريطاني، وحمل مسؤولية إعداد مشاريع القوانين الرسمية والسليمة من الناحية القانوينة التي تقترحها الحكومة.

## روابط خارجية
- أرسكين تشايلدرز على موقع IMDb (الإنجليزية)
- أرسكين تشايلدرز على موقع الموسوعة البريطانية (الإنجليزية)
- أرسكين تشايلدرز على موقع أول موفي (الإنجليزية)
- أرسكين تشايلدرز على موقع قاعدة بيانات الفيلم (الإنجليزية)
- أرسكين تشايلدرز على موقع كينوبويسك (الروسية)